# Amadeus August
Amadeus August (* 6. Mai 1942 in Breslau; † 6. Juli 1992 in München) war ein deutscher Schauspieler.

## Leben
Amadeus August widmete sich nach dem Abitur einem Sprachstudium an der Universität Tübingen und ließ sich an der Schauspielschule Bochum ausbilden. An der Landesbühne Hannover erhielt er sein erstes Engagement, danach spielte er an der Kleinen Komödie München, am Renaissance-Theater in Berlin, am Theater am Dom in Köln, am Theater in der Josefstadt in Wien, am Wiener Schauspielhaus und bei den Festspielen Heppenheim, wo er 1985 die Titelrolle in Goethes Faust übernahm.
Im Fernsehen war August unter anderem in verschiedenen Krimiserien wie Tatort, Der Alte und Derrick zu sehen. In der Barbara Hutton Story verkörperte er den Herzog Kurt Hardenberg Reventlow, den Vater des Lance Reventlow.
Seinen größten Erfolg hatte er 1971 in der ZDF-Fernsehserie Quentin Durward. In den Abenteuergeschichten nach Walter Scott spielte er den draufgängerischen Titelhelden, eine Rolle, die ihn in der Bundesrepublik Deutschland über Nacht zu einem Publikumsliebling werden ließ. 1972 erhielt August den bronzenen Bravo Otto in der Kategorie Männlicher TV-Star und nahm sogar eine Single auf mit dem Titel "Ich schenk dir meine Zärtlichkeit", die das ZDF ihn am 6. Januar 1973 in Ilja Richters disco präsentieren ließ. Im selben Jahr drehte er ebenfalls für das ZDF in München die 64. Folge der Krimiserie Der Kommissar (Ein Mädchen nachts auf der Straße), die am 5. Oktober 1973 erstmals ausgestrahlt wurde. An diese Erfolge konnte er nicht mehr anknüpfen.
Neben seiner Schauspieltätigkeit arbeitete er auch als Synchronsprecher und lieh seine Stimme u. a. Edward Albert (Schmetterlinge sind frei), Richard Chamberlain (Die Rückkehr der Musketiere) und Roy Thinnes (Falcon Crest). In seiner Erfolgsrolle Quentin Durward hingegen wurde er von Ivar Combrinck synchronisiert.
Der als Frauenheld vermarktete, in Wirklichkeit aber homosexuelle Amadeus August starb an den Folgen einer HIV-Infektion. Seine Grabstätte befindet sich auf dem Friedhof in Unterhaching.

## Filmografie (Auswahl)
- 1970: O Happy Day
- 1970: Beiß mich, Liebling!
- 1971: Quentin Durward (Fernsehserie, 13 Folgen)
- 1971: Sie liebten sich einen Sommer
- 1972: Blutiger Freitag
- 1972: Die keusche Susanne (Fernsehfilm)
- 1973: Der Kommissar – (Folge 64: Ein Mädchen nachts auf der Straße)
- 1975: Der Tolpatsch mit dem sechsten Sinn (La course à l’échalotte)
- 1976: Das Kleine Hofkonzert
- 1977: Pariser Geschichten (Fernsehserie)
- 1978: Feuerwasser (Fernsehfilm)
- 1978: Der Alte – Folge 22: Marholms Erben
- 1979: Derrick – Folge 53: Der L-Faktor
- 1979: Mathias Sandorf
- 1979: Heinrich, der gute König (TV-Sechsteiler)
- 1980: Heiße Kartoffeln
- 1983: Der grüne Stern (ZDF, Regie: Heide Pils)
- 1984: Tatort – Geburtstagsgrüße
- 1986: Der Alte – Folge 101: Sein erster Fall
- 1986: Der Alte – Folge 109: Falsch verbunden
- 1987: Armes reiches Mädchen – Die Geschichte der Barbara Hutton
- 1988: Derrick – Folge 164: Da läuft eine Riesensache
- 1989: Dallas (Fernsehserie, zwei Folgen)
- 1988: Der Alte – Folge 132: Ein unaufhaltsames Ende
- 1989: Gummibärchen küßt man nicht
- 1990: Theater: Die Möwe
- 1990: Night of the Fox
- 1990: Das Erbe der Guldenburgs (Fernsehserie, fünf Folgen)
- 1991: Insel der Träume – (Folge 11: Der Sieger)
- 1991: Codename: Gorilla – (Folge 10: Le gorille enragé)
- 1991: Das Schicksal des Freiherrn von Leisenbohg (L’Amour maudit de Leisenbohg)
- 1991: Verdammt zur Einsamkeit (L'impure, Fernsehfilm)
- 1992: Glückliche Reise (Fernsehreihe, acht Folgen)
- 1992: Der Alte (Das Foto)